# Sikasso (flygplats)
Sikasso är en flygplats i Mali. Den ligger i den södra delen av landet, 290 km sydost om huvudstaden Bamako. Sikasso ligger 374 meter över havet.
Terrängen runt Sikasso är platt. Runt Sikasso är det ganska tätbefolkat, med 149 invånare per kvadratkilometer. Närmaste större samhälle är Sikasso, 4,0 km sydost om Sikasso. Omgivningarna runt Sikasso är en mosaik av jordbruksmark och naturlig växtlighet.